# Гаррисон, Джим
Эрлинг Карузерс Гаррисон (англ. Earling Carothers Garrison, 20 ноября 1921 — 21 октября 1992, позже официально сменил имя на Джим) — окружной прокурор Нового Орлеана, знаменитый расследованием убийства президента США Джона Кеннеди. Гаррисон выдвинул теорию, отличавшуюся от официальной версии об убийце-одиночке, и довёл дело до суда, но присяжные оправдали обвиняемого. Доказательства и выводы Гаррисона оцениваются неоднозначно и остаются предметом споров.

## Юность и начало карьеры
Гаррисон родился в городе Денисон (штат Айова), через несколько лет его семья переехала в Новый Орлеан. Во время Второй мировой войны он служил в Национальной гвардии и воевал во Франции и Германии. В 1949 году окончил Школу права Тулейнского университета в Новом Орлеане. 
Гаррисон в течение двух лет служил в ФБР в Сиэтле, затем вернулся в Национальную гвардию, а с 1954 по 1958 год работал в юридической фирме «Deutsch, Kerrigan & Stiles». В 1958 году Гаррисон перешёл на государственную службу на должность помощника окружного прокурора. В следующем году он предпринял попытку баллотироваться на должность судьи по уголовным делам, но проиграл выборы. Тогда же он сменил имя на «Джим». В 1961 году Гаррисон выдвинул кандидатуру на выборы окружного прокурора. На праймериз своей Демократической партии он победил действующего прокурора Ричарда Доулинга, а затем выиграл основные выборы.

## Окружной прокурор
Вступив в должность, Гаррисон начал борьбу с проституцией и незаконным бизнесом в индустрии развлечений. Он прославился регулярными рейдами во Французском квартале (историческом районе, в котором расположено много баров, ресторанов и отелей). Кроме этого Гаррисон получил громкую известность благодаря обвинениям в коррупции, взяточничестве и других преступлениях, которые он выдвигал против различных должностных лиц (судей, полицейских, депутатов законодательного собрания), но ни разу не мог довести до обвинительных приговоров. В 1965 году он был успешно переизбран.

### Убийство Кеннеди и процесс Клея Шоу
В 1966 году Гаррисон начал расследование убийства Джона Кеннеди. Несколько свидетелей дали показания о том, что существовал заговор с участием бывшего частного детектива и пилота гражданской авиации Дэвида Ферри и бизнесмена Клея Шоу, которые планировали убийство президента и с которыми был знаком Ли Харви Освальд. Ферри умер до суда, как было установлено, от естественных причин (хотя смерть вскоре после утечки в прессу информации о расследовании и обнаруженные предсмертные записки породили почву для слухов о самоубийстве или убийстве), поэтому обвинение было предъявлено только Шоу. По версии Гаррисона убийство было организовано группировкой, объединявшей ультраправых активистов, подготовленных ЦРУ диверсантов из числа кубинских эмигрантов — противников режима Кастро и бывших и действующих сотрудников ЦРУ. Целью убийства были дестабилизация обстановки внутри страны и изменение курса внешней политики в отношении социалистического лагеря на более жёсткий. Гаррисон отвергал выводы комиссии Уоррена о том, что смертельный выстрел был сделан Освальдом, и считал, что убийство было совершено несколькими профессионалами, стрелявшими с разных точек, и доказательства против Освальда были сфальсифицированы, после чего от него избавились.
Позиция Гаррисона держалась во многом на показаниях основного свидетеля, Перри Руссо, верность которых оспаривается многими исследователями. В результате Шоу был оправдан судом присяжных. Часть сведений о взаимоотношениях Освальда и Ферри была подтверждена в докладе Комитета Палаты представителей США по убийствам, хотя никаких определённых выводов о причастности Ферри или Шоу к убийству Кеннеди в докладе нет.
После суда пресса начала масштабную кампанию против Гаррисона, обвиняя того в безосновательном преследовании уважаемого человека. Тем не менее, в 1969 году Гаррисон неожиданно победил на выборах, набрав 53 % голосов, и сохранил должность прокурора. Гаррисон предпринимал попытки обвинить Шоу в даче ложных показаний, пока федеральный судья не потребовал в официальном постановлении, чтобы Гаррисон «прекратил преследование Шоу», так как Гаррисон «имел существенный финансовый интерес в продолжении преследования и расследования убийства Кеннеди» (предположительно имелся в виду ажиотаж вокруг недавно вышедшей книги Гаррисона).

## Последующие события
В 1971 году Гаррисон был обвинён в получении взяток от владельцев нелегальных автоматов для игры в пинбол. Линия защиты Гаррисона сводилась к тому, что ему мстят за расследование убийства Кеннеди и конкретно участия в нём спецслужб. Гаррисон был оправдан, но в 1973 году проиграл на очередных выборах прокурора. В 1978 году он стал судьёй Апелляционного суда округа и оставался им до самой смерти.
После суда над Шоу Гаррисон написал три книги о своём расследовании: A Heritage of Stone (1970), «Звёздно-полосатый контракт» (The Star Spangled Contract, политический детектив об убийстве президента, сюжет которого перекликается с убийством Кеннеди) и биографическую «По следам убийц» (On The Trail of The Assassins, 1988). «По следам убийц» стала бестселлером и вместе с книгой Джима Маррса «Перекрестный огонь: заговор, убивший Кеннеди» легла в основу фильма Оливера Стоуна «Джон Ф. Кеннеди. Выстрелы в Далласе». В этом фильме роль Гаррисона сыграл Кевин Костнер, а сам Гаррисон появился в эпизодической роли Председателя Верховного суда США Эрла Уоррена.